# 東京科學大學
東京科學大學（日语：／）是日本的一所國立大學，成立于2024年10月1日，由東京工業大學和東京醫科齒科大學合併而成。

## 歷史
東京工業大學和東京醫科齒科大學在2022年10月簽署協議，合併為一所大學。2022年11月和12月，兩所大學在網站上公開徵集新大學名稱。
2023年1月19日，新大學決定使用「東京科學大學」這一名稱。
2023年10月31日，日本內閣會議決定修正國立大學法人法，原國立大學法人東京工業大學改名為國立大學法人東京科學大學，而國立大學法人東京醫科齒科大學同時解散。經過國會表決通過，修正案會在2024年10月1日生效，意味著東京科學大學會於該天正式成立。新大學的本部設於原東工大本部所在地的東京都目黑區。
2024年10月1日，東京科學大學正式成立。

## 知名校友與教授

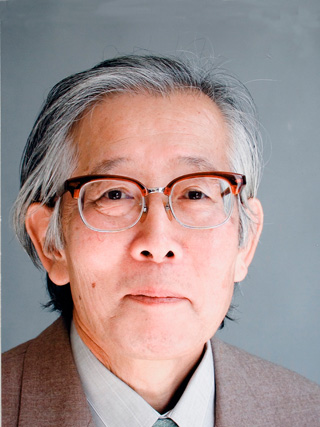
白川英樹，東工大校友，化學家，2000年諾貝爾化學獎得主
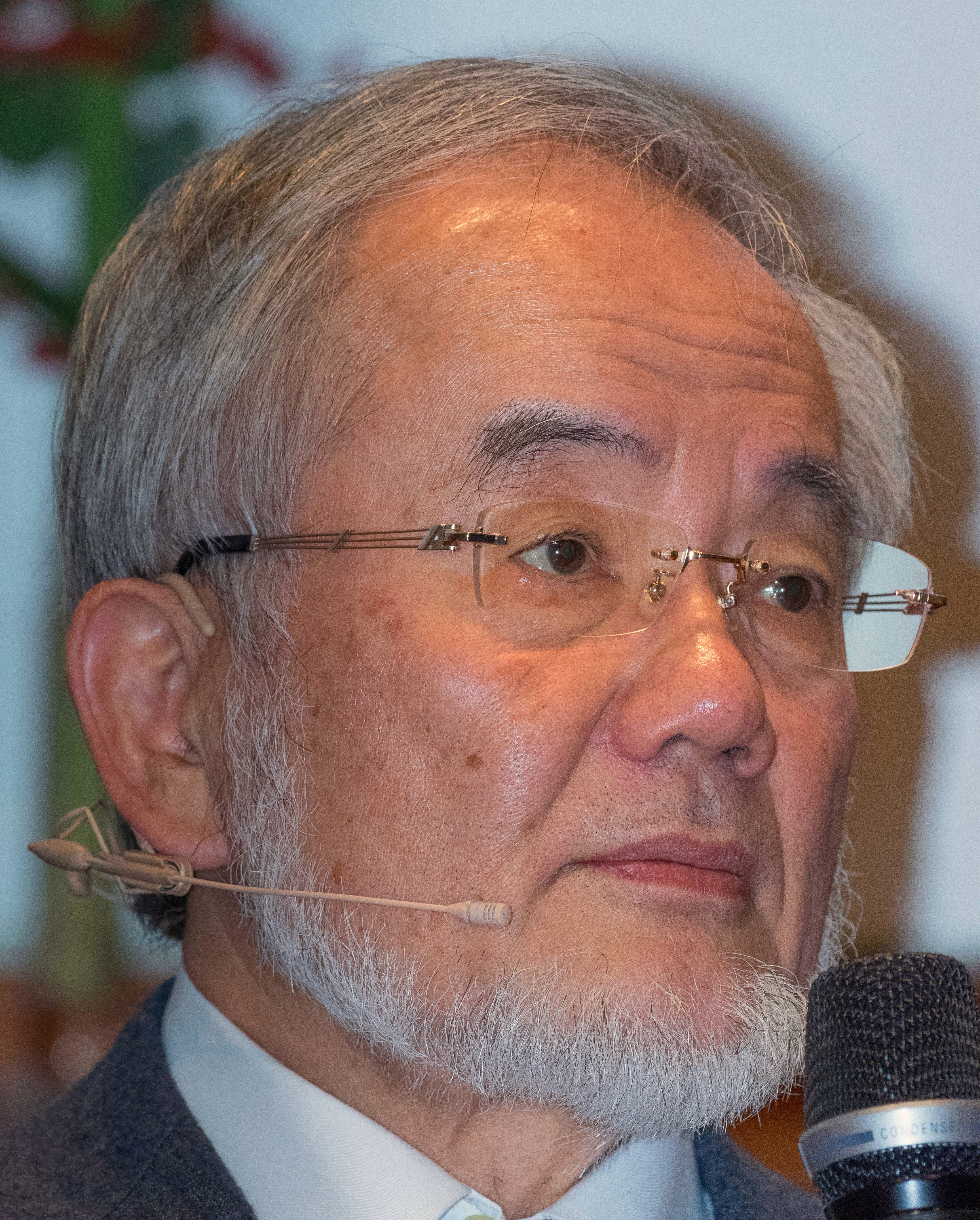
大隅良典，本校教授，細胞生物學家，2016年諾貝爾生理學或醫學獎得主
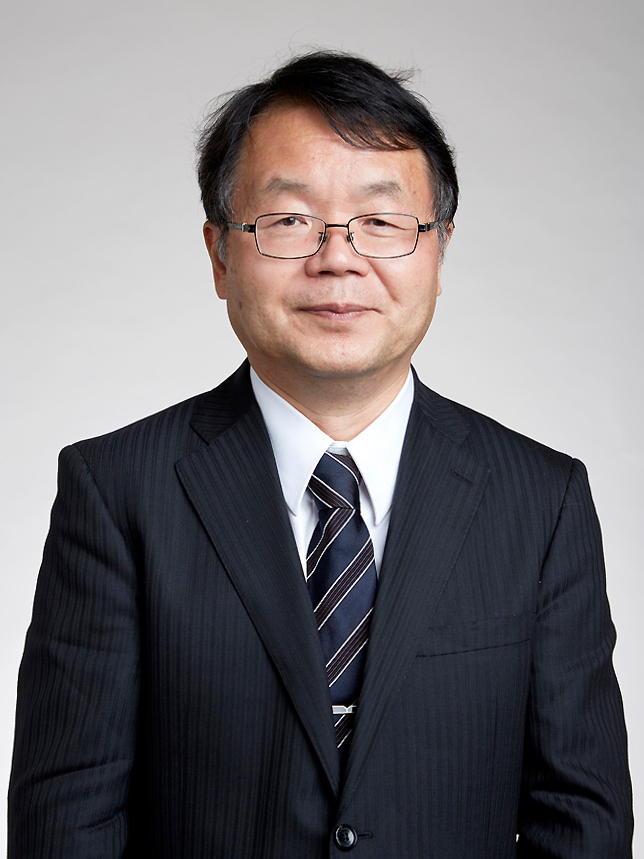
細野秀雄，本校教授，材料科學家，鐵基超導體發現者
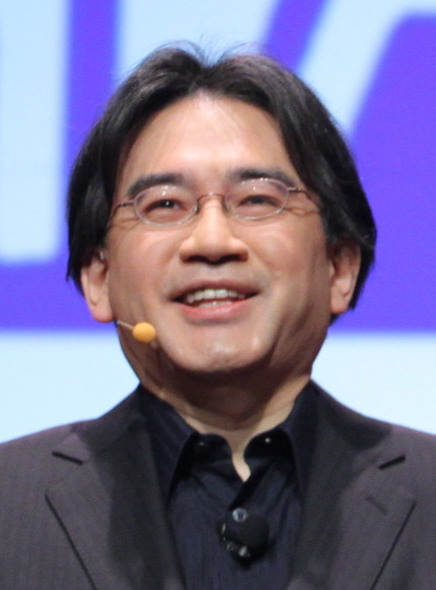
岩田聰，東工大校友，任天堂CEO
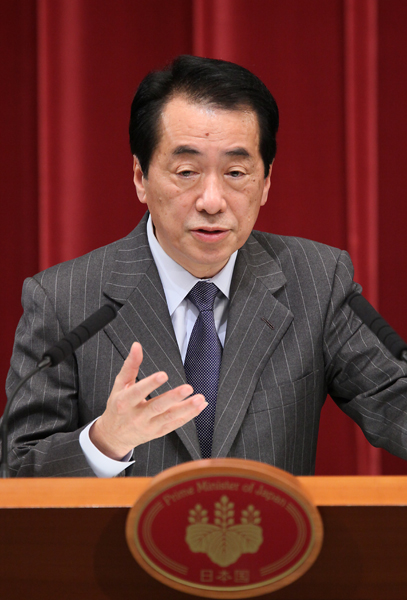
菅直人，東工大校友，第94任日本首相
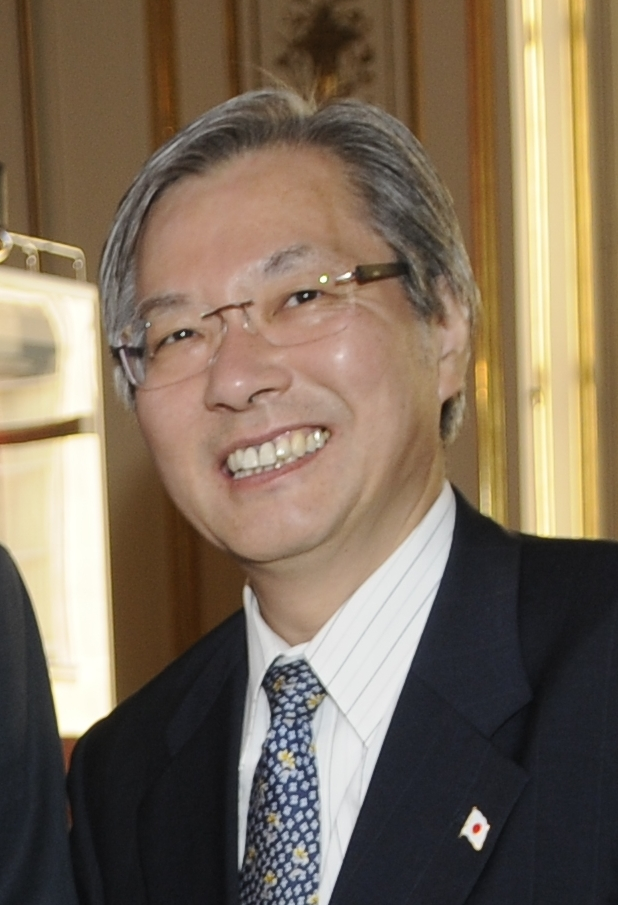
山本忠通（日语：山本忠通），東工大校友，聯合國秘書長阿富汗問題特使
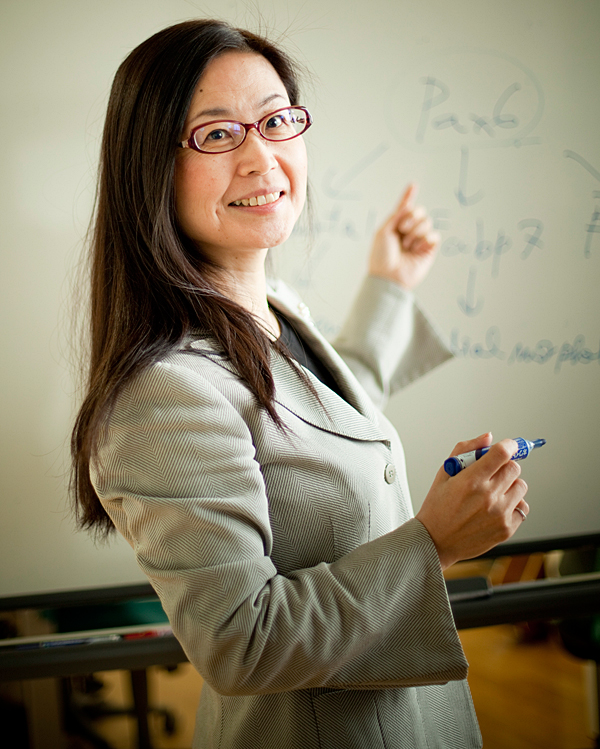
大隅典子（日语：大隅典子），醫齒大校友，神經科學家，日本東北大學副校長

## 外部連結
- 東京科学大学 （页面存档备份，存于）